# Shanley Caswell
Shanley Caswell (Sarasota, Flórida, 3 de dezembro de 1991) é uma atriz
Conhecida por interpretar Riley Jones no filme de comédia/terror Detention (Br: Pânico na Escola) ao lado de nomes como Josh Hutcherson e Spencer Locke.

## Filmografia
| Ano       | Título                        | Papel         | Notas            |
| --------- | ----------------------------- | ------------- | ---------------- |
| 2008      | Zoey 101                      | Audrey        | 1 episódio       |
| 2010      | iCarly                        | Tara          | 1 episódio       |
| 2010      | Bones                         | Dede          | 1 episódio       |
| 2010      | The Mentalist                 | Nadine        | 1 episódio       |
| 2011      | The Middle                    | Samantha      | 2 episódios      |
| 2011      | CSI: NY                       | Rachel Weber  | 1 episódio       |
| 2013      | Vegas                         | Patricia      | 1 episódio       |
| 2014-2021 | NCIS: New Orleans             | Laurel Pride  | Papel recorrente |
| 2015      | The Night Shift               | Rachel Lawson | 1 episódio       |
| 2015      | Scorpion                      | Dorie         | 1 episódio       |
| 2018      | S.W.A.T.                      | Sarah         | 1 episódio       |
| 2019      | The Resident                  | Nora Mitchell | 1 episódio       |
| 2021      | Power Book III: Raising Kanan | Burke         | 10 episódios     |

| Ano  | Título                      | Papel           | Notas          |
| ---- | --------------------------- | --------------- | -------------- |
| 2009 | Little Victories            | Katherine       | Curta-metragem |
| 2009 | Mending Fences              | Kamilla Faraday | Filme para TV  |
| 2011 | Detention                   | Riley Jones     |                |
| 2012 | Snow White: A Deadly Summer | Branca de Neve  |                |
| 2012 | Adrift                      | Mo              | Curta-metragem |
| 2013 | The Conjuring               | Andrea Perron   |                |
| 2013 | Feels So Good               | Brittany        |                |
| 2013 | Come Find Me                | Jenny Sugar     | Curta-metragem |
| 2014 | High School Exorcism        | Olivia Marks    | Filme para TV  |
| 2014 | Red Zone                    | Laney Weller    | Filme para TV  |
| 2017 | Swiped                      | Erin            | Curta-metragem |
| 2017 | Urban Myth: Nest            | Karla           | Curta-metragem |
| 2017 | Perfect Citizen             | Vivian          | Filme para TV  |
| 2018 | Alt Space                   | Olivia          |                |
| 2018 | Haunting on Fraternity Row  | Claire          |                |
| 2019 | 1/2 New Year                | Izzie           |                |
| 2020 | Kappa Kappa Die             | Nina            |                |